# Fontenay-près-Chablis
Fontenay-près-Chablis település Franciaországban, Yonne megyében. Lakosainak száma 136 fő (2022. január 1.). Fontenay-près-Chablis Maligny, Chablis és La Chapelle-Vaupelteigne községekkel határos.

## Népesség
A település népességének változása:
| Lakosok száma | 139  | 140  | 148  | 143  | 146  | 149  | 145  | 140  | 136  |
|               | 2013 | 2015 | 2016 | 2017 | 2018 | 2019 | 2020 | 2021 | 2022 |